# Dili

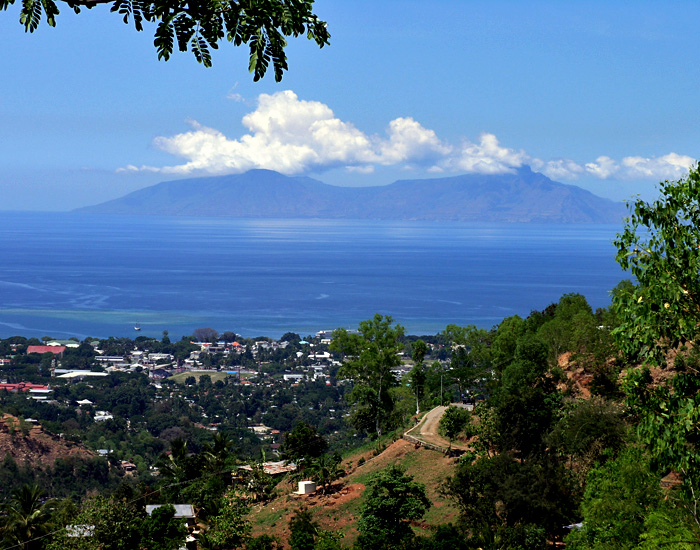
Dili

Dili, numită și Díli, este capitala Timorului de Est și are circa 60.000 de locuitori. Se află pe coasta de nord a insulei Timor. 

## Istorie
Dili a fost luată de portughezi în 1520, care au făcut-o capitala Timorului Portughez în 1769. În timpul celui de al doilea război mondial, Dili a fost ocupată de japonezi. Timorul de Est a declarat unilateral independența față de Portugalia la 28 noiembrie 1975. Cu toate acestea, nouă zile mai târziu, pe 7 decembrie, forțele indoneziene au invadat Dili. La data de 17 iulie 1976, Indonezia a anexat Timorul de Est, pe care le-a desemnat provincia 27 din Indonezia, Timorul de Timur, cu capitala la Dili.
În 1999, Timorul de Est a fost plasat sub supravegherea ONU și la 20 mai 2002, Dili a devenit capitala noului stat independent Republica Democratică a Timorului de Est. În mai 2006, din cauza conflictelor între militari au provocat daune semnificative în oraș și a dus la intervenția militară străină pentru a restabili ordinea.